# Giải bóng đá hạng nhì quốc gia Cộng hòa Síp 1953–54
Giải bóng đá hạng nhì quốc gia Cộng hòa Síp 1953–54 là mùa giải đầu tiên của bóng đá hạng nhì Cộng hòa Síp. Aris Limassol FC giành danh hiệu đầu tiên.

## Thể thức thi đấu
Có 9 đội tham gia Giải bóng đá hạng nhì quốc gia Cộng hòa Síp 1953–54. Giải được chia thành 2 bảng theo khu vực địa lý, phụ thuộc vào các Quận Cộng hòa Síp mà mỗi đội đến từ đó đó. Tất cả các đội trong một bảng thi đấu hai lần, một lần sân nhà và một lần sân khách. Đội nhiều điểm nhất sẽ lên ngôi vô địch. Đội vô địch mỗi bảng sẽ thi đấu với nhau trong giai đoạn cuối của giải và đội chiến thắng sẽ trở thành đội vô địch Hạng nhì. Đội vô địch thăng hạng Giải bóng đá hạng nhất quốc gia Cộng hòa Síp 1954–55.

### Hệ thống điểm
Các đội bóng nhận được 2 điểm cho một trận thắng, 1 điểm cho một trận hòa và 0 điểm cho một trận thua.

## Sân vận động và địa điểm
| Bảng                      | Đội                      | Sân vận động       |
| ------------------------- | ------------------------ | ------------------ |
| Limassol-Paphos           | Antaeus Limassol         | GSO Stadium        |
| Limassol-Paphos           | APOP Paphos FC           | GSK Stadium        |
| Limassol-Paphos           | Aris Limassol FC         | GSO Stadium        |
| Limassol-Paphos           | Doğan Türk Birliği       | GSO Stadium        |
| Limassol-Paphos           | Panellinios Limassol     | GSO Stadium        |
| Nicosia-Famagusta-Larnaca | Gençlik Gücü S.K.        | GSP Stadium (1902) |
| Nicosia-Famagusta-Larnaca | Nea Salamis Famagusta FC | GSE Stadium        |
| Nicosia-Famagusta-Larnaca | Demi Spor Larnaca        | GSZ Stadium (1928) |
| Nicosia-Famagusta-Larnaca | Mağusa Türk Gücü S.K.    | GSE Stadium        |

## Bảng Nicosia-Famagusta-Larnaca
Bảng xếp hạng
| Vị thứ | Đội                      | St. | T. | H. | B. | BT. | BB. | HS. | Đ. | Ghi chú                       |
| ------ | ------------------------ | --- | -- | -- | -- | --- | --- | --- | -- | ----------------------------- |
| 1      | Gençler Birliği SK       | 6   | 5  | 1  | 0  | 31  | 8   | 23  | 11 | Vô địch Bảng-Playoff Vô địch. |
| 2      | Nea Salamis Famagusta FC | 6   | 4  | 1  | 1  | 23  | 11  | 12  | 9  |                               |
| 3      | Gençlik Gücü S.K.        | 6   | 2  | 0  | 4  | 13  | 23  | −10 | 4  |                               |
| 4      | Mağusa Türk Gücü S.K.    | 6   | 0  | 0  | 6  | 5   | 30  | −25 | 0  |                               |

Hệ thống điểm: Thắng=2 điểm, Hòa=1 điểm, Thua=0 điểm
Kết quả
| ↓Εντός / Εκτός→   | GNL | NSL | DML | MGS |
| ----------------- | --- | --- | --- | --- |
| Gençlik Gücü      |     | 1-6 | 2-0 |     |
| Nea Salamis       | 5-1 | 2-2 | 5-2 |     |
| Demi Spor Larnaca | 8-2 | 5-3 |     |     |
| Mağusa Türk       |     | 0-2 |     |     |

## Bảng Limassol-Paphos
Aris Limassol FC là đội vô địch.
Kết quả
| ↓Εντός / Εκτός→ | ANT | APP | ARS | PNL | DGN |
| --------------- | --- | --- | --- | --- | --- |
| Antaeus         |     | 6-1 | 1-1 | 1-0 | 2-0 |
| APOP            | 4-3 |     | 3-0 |     |     |
| Aris            | 1-0 |     |     | 3-1 | 4-0 |
| Panellinios     |     |     | 0-4 |     |     |
| Doğan Türk      |     | 0-0 | 1-1 |     |     |

## Playoff Vô địch
- Aris 3-2 Demi Spor Larnaca
- Demi Spor Larnaca 3-3 Aris

Aris Limassol là đội vô địch Hạng nhì. Aris Limassol thăng hạng Giải bóng đá hạng nhất quốc gia Cộng hòa Síp 1954–55.